# Wacky Races (videojuego de 2000)
Wacky Races (en español Los autos locos; en francés Les Fous du volant) es un videojuego de carreras publicado por Infogrames en 2000 para Game Boy Color, y en 2001 para PlayStation, Dreamcast y PC. La versión de Game Boy Color fue desarrollada por Velez & Dubail, mientras que la versiòn para PlayStation, Dreamcast y PC fue desarrollada por Appaloosa Interactive. Fue relanzado en 2002 en PlayStation en un pack con el juego Bugs Bunny y Taz: La espiral del tiempo.
El juego utiliza la historia y los personajes de la serie estadounidense Los autos locos creada por William Hanna y Joseph Barbera. Los once coches de carreras compiten entre sí en veinte circuitos con un espíritu muy caricaturesco, utilizando la técnica de cel-shading en las versiones en tres dimensiones.

## Jugabilidad
Cada vehículo tiene sus propias características, fortalezas y debilidades, lo que resulta en una amplia variedad de estilos de conducción. Por ejemplo, el tanque Tocard conducido por el sargento Grosse-Pomme y el soldado Petit-Pois tiene una baja aceleración pero una alta velocidad máxima. El Casse-cou de Malabar et Malabille, por su parte, tiene una velocidad máxima media pero muy buen manejo. 
Al estilo de Mario Kart, cada competidor tiene artilugios y armas para abrirse camino hasta el primer lugar (como chicle masticable, calabazas explosivas o petardos). El jugador debe acumular fichas de dingo repartidas por el circuito para poder utilizar los gadgets específicos del vehículo. Estos bonos se dividen en tres categorías: defensa, velocidad y ataque. 
Al finalizar el modo campeonato por primera vez, el jugador tiene acceso tener acceso al vehículo N°00 de Pierre Nodoyuna y Patán, con características superiores al resto de los vehículos 
El juego tiene cuatro modos de juego: Contrarreloj, Campeonato, Multijugador y Super Gadgets. Este último ofrece una lista detallada de todos los dispositivos disponibles en el juego. 

## Recepción
Los autos locos recibió críticas mixtas, con un 64/100 en Metacritic en su versión para PC, mientras que MobyGames muestra diversas críticas, mayormente favorables, para las distintas versiones del juego.
José Javier Méndez de MeriStation, cita la versión de Dreamcast como un juego que «Cumple con las expectativas», alabando sus gráficos y sentido del humor, dándole una calificación de 7.5/10; Alberto Mendoza, por su parte, cita a la versión para PC, coincidiendo en varios aspectos de Méndez, pero criticando la jugabilidad, dando una calificación de 7.2/10.
Gamezilla cita la versión de Dreamcast como un juego con «excelentes controles, gráficos y sonido brillantes y nítidos», alabando la «variedad de estilos de carreras, desafíos y vehículos», calificándolo con un 91/100.
IGN cita a versión de Dreamcast como un juego «superior al promedio» y «lo suficientemente fácil para atraer a los jugadores más jóvenes», mientras que con la versión de Game Boy color, ha denominado el motor del juego como una «bravata», alabando la sensación de velocidad y otros aspectos tècnicos, dando a la versión de Dreamcast una calificación de 8.4/10, y una calificación de 8/10 a la versión de Game Boy Color.
Una crítica menos entusiasta es de The Video Game Critic, el cual lo cita como un juego «genérico», pero alaba los gráficos cel-shading y los personajes reconocibles de Hanna-Barbera, calificándolo con un 25/100.